# England (Parry)
England is een lied geschreven door Charles Hubert Parry.
England was daarbij de beoogd opvolger van Jerusalem, Parry’s bekendste werk. Parry schreef op verzoek muziek bij John of Gaunts toespraak in William Shakespeares Richard II. Parry vond het een onmogelijke opdracht. Enkele dagen later echter had hij het toch op papier staan, waarbij de tekst enigszins was aangepast. Parry’s vriend Hugh Allen gaf leiding aan de eerste uitvoering in Oxford. Daarna verdween het in de la om er slechts zelden uit te komen.
Hubert Parry overleed 7 oktober 1918, het kan dus Parry's laatste werk zijn.